# Henny Meijer
Henny Ingemar Meijer (Paramaribo, 17 februari 1962) is een Surinaams-Nederlands voormalig voetballer die als aanvaller speelde. Meijer kwam eenmaal uit voor het Nederlands voetbalelftal. Na zijn voetballoopbaan richtte Meijer zich op het trainersvak.

## Loopbaan
Op zijn zestiende werd Meijer lid van ZPC (Zegevieren door Plaatsen en Combineren). Hij ging na een jaar naar ASV DJK waar hij ook in het eerste team in de vierde klasse speelde.
Meijer maakte zijn debuut in het betaald voetbal in 1983 bij Telstar. In zijn eerste seizoen viel hij onder andere op in een uitwedstrijd tegen SC Heracles '74. In een met 5–1 gewonnen wedstrijd nam hij alle treffers van zijn club voor zijn rekening.
Daarna speelde hij een jaar bij FC Volendam en twee jaar bij Roda JC. Het seizoen 1987/88 kwam hij uit voor Ajax. Dat jaar, op 9 september 1987, speelde hij zijn enige wedstrijd voor het Nederlands elftal; een met 0–0 gelijkgespeelde, vriendschappelijke wedstrijd tegen België. Daarna volgde een (later omstreden) transfer naar de club waar hij het bekendst zou worden: FC Groningen. De transfer was een jaar later een van de transfers die onderzocht werden in de zwartgeldaffaire rond voorzitter Renze de Vries. In 1989 speelde hij als invaller ook eenmaal in het Nederlands B-voetbalelftal.
Bij Groningen vormde Meijer een sterk aanvalsduo met Milko Djurovski. Vooral het seizoen 1990/91 waren zij zo op dreef dat FC Groningen zich tot vier ronden voor het einde van de competitie serieus mengde in de strijd om de landstitel. Na dit seizoen werd hij onderscheiden met de Gouden Schoen.
Meijer was in 1989 een van de voetballers die met het Kleurrijk Elftal een toernooi in Suriname zouden spelen. Hij en Stanley Menzo vlogen niet met de grote groep mee maar namen een eerdere vlucht; zo ontsnapten beiden aan de SLM-ramp.
In 1993 vertrok Meijer uit Groningen voor een avontuur bij Verdy Kawasaki, dat echter geen succes werd. Hij scoorde weliswaar het eerste doelpunt in de net opgerichte J.League Division 1, maar werd, mede door een strikte beperking op het aantal buitenlandse spelers per selectie, na elf wedstrijden ontslagen. Hij speelde vervolgens nog voor Cambuur Leeuwarden, sc Heerenveen en De Graafschap, maar het Groningse succes zou hij niet meer evenaren. Hij beëindigde zijn voetbalcarrière in 1998 bij BV Veendam.
Meijer speelde na zijn voetballoopbaan van 1998 tot 2000 op amateurbasis voor ONS Sneek.

## Clubstatistieken
| Seizoen  | Club               | Wedstrijden | Doelpunten |
| -------- | ------------------ | ----------- | ---------- |
| 1983/'84 | Telstar            | 32          | 20         |
| 1984/'85 | FC Volendam        | 33          | 9          |
| 1985/'86 | Roda JC            | 31          | 8          |
| 1986/'87 | Roda JC            | 34          | 19         |
| 1987/'88 | Ajax               | 26          | 11         |
| 1988/'89 | FC Groningen       | 34          | 15         |
| 1989/'90 | FC Groningen       | 29          | 8          |
| 1990/'91 | FC Groningen       | 34          | 12         |
| 1991/'92 | FC Groningen       | 29          | 10         |
| 1992/'93 | FC Groningen       | 20          | 4          |
| 1992/'93 | Verdy Kawasaki     | 11          | 2          |
| 1993/'94 | Cambuur Leeuwarden | 25          | 8          |
| 1994/'95 | sc Heerenveen      | 13          | 2          |
| 1995/'96 | sc Heerenveen      | 0           | 0          |
| 1995/'96 | De Graafschap      | 20          | 5          |
| 1996/'97 | BV Veendam         | 32          | 14         |
| 1997/'98 | BV Veendam         | 17          | 3          |
| TOTAAL   | TOTAAL             | 420         | 150        |

## Erelijst
Tokyo Kawasaki
- J.League Division 1: 1993
- J.League Cup: 1993